# Drága örökösök
A Drága örökösök 2019 és 2020 között vetített magyar televíziós vígjátéksorozat, amelynek showrunnere, vezető írója és rendezője Hámori Barbara. A ContentLAB & Factory által készített sorozat, a 2014-es horvát Kud puklo da puklo (kb. Mindegy hová mész) ötlete alapján készült, de a történet lényegesen különbözik és saját fejlesztésű. Az első epizódját 2019. január 1-én mutatta be az RTL. 2019 májusától a Cool TV, 2024 júniusától a Viasat 3, majd 2024 júliusától a Viasat 2 is vetíti az ismétléseket.
A sorozat eredetileg négy évadot élt meg, ami végigvitt egy kerettörténetet. A negyedik évad utolsó epizódját 2020. december 23-án adták le.
2022 októberében bejelentették, hogy a sorozat népszerűségének köszönhetően az RTL berendelt egy folytatást, egy megújult történettel, amelynek a címe Drága örökösök – A visszatérés. A folytatás két évadot élt meg.

## Ismertető
A sorozat története egy olyan család életébe enged bepillantást, akikkel egy hirtelen jött örökség miatt nagyot fordul a világ. A történet szerint egy falusi nagypapa halála után kiderül, hogy az öreg hatalmas vagyont hagyott a vidéki életből már kiszakadt, fővárosban élő három gyermekére és két felnőttkorú unokájára. A 612 millió forint azonban csak úgy lehet az örökösöké, ha vállalják, hogy egy évre visszaköltöznek szülőfalujukba, Ökörapátiba. További feltétel, hogy a visszaköltözést követően a rokonok egy teljes éven át, naponta 12 óránál tovább nem hagyhatják el a kis falut. Aki ezt megteszi, az kiesik az örökségből, ha pedig egyikőjüknek sem sikerül teljesíteni a feltételeket, úgy a hatalmas vagyon a faluszépítő egyletre száll.

## Cselekmény

### Első évad (2019)
Szappanos Kálmán, az Ökörapáti nevű falu köztiszteletben álló polgára egy napon felutazik Budapestre, hogy végrendeletet készíttessen, méghozzá a modern technika felhasználásával, videós formában. Nem sokkal azután, hogy hazaindul, elgázolja egy autó.
A család egyes tagjait: fiait, a taxisofőr Tibit és a játékfüggő Kristófot, lányát, a kiállhatatlan modorú Mónikát, valamint két unokáját, az élvhajhász Tamást és az orvostanhallgató Katát Ökörapátiba hívja Dr. Marosi Gitta ügyvédnő. Velük tart még Tibi felesége, Vali is. Kálmán bácsi házában játssza le annak videóüzenetét, melynek során tudatja rokonaival, hogy ha ezt látják, akkor ő már meghalt. Azt is elmondja, hogy azért kérette őket ide, mert több százmillió forintos örökséget hagyott hátra nekik, de azt csak egyetlen feltétellel kaphatják meg: ettől a pillanattól kezdve egy éven keresztül Ökörapátiban kell élniük. Az ügyvédnő, mint a végrendelet végrehajtója, átad nekik egy-egy csuklóra vehető szerkezetet, amely követi őket, és ha elhagyják 12 óránál hosszabb időre a falut, automatikusan kiesnek az öröklésből. Ha mindannyian kiesnek az öröklésből, úgy a teljes vagyon a Szebb Ökörapátiért Egylet részére kerül átadásra. Az egylet tagja volt Kálmán bácsi, továbbá a kocsmáros Anikó, a vadász Mihály, a helyi önkéntes katasztrófavédő Sanyi, és Horváth Attila, a polgármester. Az egyletnek érdekében áll elzavarni a Szappanos családot, ezért kezdetben megindul az ellenségeskedés. Kata eleinte úgy dönt, hogy nem kér az örökségből, de aztán meggondolja magát.
Az évad során számos kisebb cselekményszál bontakozik ki. Többek között egy szerelmi háromszög, melyben Kata, Dani (Mihály fia), és Dani korábbi menyasszonya, Stefi szerepelnek (akiről utóbb kiderül, hogy Tibi és Anikó fiatalkori szerelmének gyümölcse, így ő is örökössé válik). Ha ez még nem lenne elég, Kata korábbi barátja és kollégája, Robi megtudja, hogy halálos beteg, amely tovább bonyolítja a dolgokat. A falu életét felbolydítja egy polgármesterválasztás is, amire azért kerül sor, mert Attilát kétes üzelmei miatt letartóztatják. Mónika, aki így megkaparintja a falu panzióját, szövetségesül hívja a szomszéd városból, Kárásziból az ostoba és egoista Subicz Jánost, akit végül megválasztanak. Mónikába közben szerelmes lesz Józsi, Attila fia, akit pedig váratlanul előkerült nagyszülei sokkolnak. Józsi megkéri Mónika kezét, aki nevetve utasítja vissza őt, mondván, hogy elég ideig volt házas. A harmadik fontos történetszál Kristófhoz kapcsolódik, aki különféle tartozásai miatt az alvilág látókörébe kerül, és akik egyébként is romokban heverő családi életét fenyegetik. Az évadzáró részeiben aztán egy csapat verbuválódik, hogy megszabaduljanak az akkor már sokakra veszélyes maffiózóktól.
Többször megjelenik a családnál az ügyvédnő, akinek különféle események idején le kell játszania Kálmán bácsi egy-egy, adott helyzethez készített videóját. Ezekből többek között kiderül, hogy az örökség részét képezi egy ausztriai erdei házikó is, illetve egy alkalommal kijárási korlátozást is kapnak, amiért nem megfelelően viselkedtek. Kristóf galibába keveredik és kiesik az öröklésből, de a többi örökös szolidaritásból lemond a saját örökségének egy részéről. Az utolsó epizódokból kiderül, hogy Kálmán a halála előtt újranősült, és nem mást vett el, mint az ügyvédnőt...

### Második évad (2019)
Szláven, a faluban élő jugoszláv emigráns, aki egy barátságos és nyugodt természetű fiatalember, a felszín alatt sötét titkot hordoz. Még a délszláv háború idején belekeveredett különféle dolgokba, és kitűnő harcászati kiképzést is kapott. Abban a közegben, ahol úgy hitte, bármikor meghalhatnak, elvett feleségül egy Olga nevű lányt. De mivel több mint tíz éve nem is látta, az ügyvédnő segítségét kéri, hogy elválhasson tőle, és együtt lehessen Diával, Sanyi lányával. Az el is intézi, hogy Olga (aki alaposan megváltozott azóta) átjuthasson a határon, azzal, hogy Szlávennel Szegeden találkoznak és megbeszélik a válást. Olga azonban ehelyett a faluba megy, ahol összeismerkedik a helyiekkel, nyílt háborúba kezd Diával, és egyáltalán nem akar elválni Szláventől, sőt azzal zsarolja, hogy felfedi a kétes üzelmeit. Mint kiderül, Szláven értékes műkincseket csempészett át a határon évekkel ezelőtt, amit elrejtett, Olga pedig az ezért járó pénzre pályázik. Mónika, aki fiatalon a rendőrség titkos osztagánál dolgozott, nyomozást folytat utánuk, mely során kideríti, hogy a kettejük ügyéhez valamilyen módon Kálmánnak is köze van.
A másik fontos cselekményszál Tibi köré épül. Egészen belebolondul a gondolatba, hogy az ügyvédnő az apja özvegye, fejébe veszi, hogy ő ölte meg Kálmán bácsit és most is az örökségükre pályázik (ezzel párhuzamosan azt is állítja, hogy az öreg még most is él, és az egész örökség csak egy színjáték). Furábbnál furább nyomozási akciókba kezd Marosi ellen, valamint arra is próbál rájönni, honnan ered az örökség. Az évad során több lakóval is összetűzésbe kerül a faluban. Először az egylet tagjaival, akiket nyilvánosan szégyenbe hoz a falusiak előtt, így ők bosszúból megpróbálják kiejteni Tibit az öröklésből. Összeakasztja a bajszát a Szappanos-házban felújítási munkát végző építésvezetővel, Jenővel, aki féltékenységi rohamot vált ki belőle. Subiczcal is vérre menő háborút kezd: a két férfi focicsapatot verbuvál és a pályán mérkőznek meg egymás ellen. Subiczra ezen kívül veszélyt jelent még a frissen szabadult Attila, aki különféle módokon próbálja megfúrni őt, hogy visszaszerezze polgármesteri pozícióját. Józsi szakít Mónikával, miközben az édesanyja eltűnésének rejtélyébe is beleveti magát, noha Attila és a nagyapja pontosan tudják, hol van, de különböző okok miatt titkolják. Tamás pedig marihuánaültetvényt telepít az egyik kertbe, ami jó nagy bajba sodorja, és csak a családi összefogás segíthet, hogy ne bukja el az örökségét.
A harmadik cselekményszálon folytatódik a fiatalok szerelmi háromszöge. A faluban nagy felbolydulást idéz elő, amikor Stefi (mivel állandó lakos a faluban, ezért feltételek nélkül) megkapja az örökségét. Stefi a pénzt felelőtlenül kezdi költeni és közben a modora miatt elidegenít magától szinte mindenkit. Kata tudta nélkül felajánl egy nagyobb összeget Daninak, amit a lovardába fektet, de csak azért, hogy visszaszerezze egykori vőlegényét. Kata terhes lesz, de elvetél. Nem sokkal később Kárásziban kap munkát a kórházban, nem tudván, hogy mindezt Robi intézte így. Ő közben megtudta, hogy nem halálos beteg (az egészet a felettese tervelte ki, hogy magához édesgesse őt), de mivel a régi munkahelyén csalónak nézték és kirúgták, kénytelen volt lejönni vidékre.
Subicz új szobrot állíttat a falunak, amit Kálmánról és a kecskéjéről mintáztak. A szobrász felfedezi, hogy a Szappanos testvérek anatómiailag egyáltalán nem hasonlítanak egymásra, ami alapján Mónika genetikai vizsgálatot csináltat, és kideríti, hogy ők hárman nincsenek teljes vérrokonságban; egyiküknek valaki más az édesanyja vagy az édesapja. Mónika leginkább Kristófra gyanakszik, így nyomozni kezd kicsit a származása után. Kristóf életét nehezíti még az egyre elhúzódó válása, amit a felesége hátráltat, hogy rátehesse a kezét Kristóf örökségére. Ő közben egy új szerelemre talál Laurával, a Marosinak dolgozó bájos ügyvédbojtárral.
Az évad végén az ügyvédnő felfedi a Szappanos családnak, hogy Kálmán volt az egyik legnagyobb pravoszláv műkincsgyűjtő egész Európában, és a milliói is ebből származnak. Tudtukon kívül, Ökörapáti nyugalmát alaposan felforgatja, hogy alkalomadtán többen is látni vélik az élő Kálmánt felbukkanni a falu utcáin...

### Harmadik évad (2020)
Tibi elhatározza, hogy felkutatja az apja értékes műkincsgyűjteményét, ami szerinte valahol a faluban van elásva. A kincskutatás során talál az erdő mélyén egy rozoga viskót, ahol egy ládában szerelmes levelekre, illetve fiatalkori fényképekre bukkan az édesanyjáról és egy Goran nevű horvát férfiról, ami gyanút ébreszt benne és a testvéreiben, hogy az anyjuknak volt egy titkos szeretője a házassága során. Mónika egykori rendőrségi kapcsolatai alapján megpróbál információkat gyűjteni Goránról, de semmi használhatót nem tud meg. Közben titokban további genetikai vizsgálatokat végeztet, hogy kiderítse a köztük lévő testvéri szálakat. A vizsgálat eredményei bebizonyítják, hogy Tibi és Kristóf édestestvérek, neki azonban nem Kálmán az édesapja. Ezt eleinte különböző módszerekkel megpróbálja eltitkolni a fivérei elől, de végül patthelyzetbe kerül, és kénytelen bevallani, hogy ő csak a féltestvérük. Tibi és Kristóf a vártnál sokkal megértőbben fogadják a hírt. Közösen megegyeznek, hogy ez az információ köztük marad, főleg Marosinak nem szabad tudomást szereznie róla.
Az évad másik fontos cselekménye a szerb műkincsrabló-csapat köré épül, amelynek Szláven és Olga egykor tagjai voltak (róluk utóbb kiderül, hogy van egy közös, Szerbiában élő lányuk). Mindketten egy Bogdan nevű, kétes erkölcsű zsoldoskatonával dolgoztak együtt, aki még most is az elrejtett kincsekre pályázik, ezért fel akarja kutatni a csapat korábbi tagjait, melynek érdekében van egy magyar besúgóhálózata, az úgynevezett „Sárkányok Fiai”. Ennek később Attila is tagjává válik, aki szövetségeseket keres magának Subicz megbuktatásához. Bogdánt és embereit egyébként a nemzetközi elhárítás is körözi, valamint Marosi is azon dolgozik a kapcsolati révén, hogy Ökörapátitól olyan távol tartsa őket, amennyire csak lehet. Olga azon mesterkedik, hogy az egyik legértékesebb műkincset, a Szarajevói Szüzet pénzzé tegye, így Szláven, hogy megsürgesse a válásukat, lemond a szoborról Olga javára. A szobrot még Kálmán bácsi ajándékozta neki hálából, amiért Szláven éveken át segített elrejteni a műkincseket Bogdan emberei elől. Kálmán a délszláv háború idején Ökörapátiban őrizte a kincseket, egészen addig, míg meg nem szakította a kapcsolatát a műkincsrabló-csapat rejtélyes vezetőjével.
A fiatalok szerelmi háromszöge új fordulatot vesz, amikor belibben a képbe Franciska, egy csinos, fiatal anyuka Dani lovardájánál, és nem mutatkozik közömbösnek Dani iránt, amit sem Kata, sem Stefi nem néz jó szemmel. Kata kiadja Dani útját, Stefi pedig bosszúból a lovardába fektetett összeg teljes visszafizetését követeli ex-vőlegényétől. A kialakult helyzet még jobban elmérgesíti a lányok közti viszonyt, ami végül odáig fajul, hogy Kata az öröklésből is kiesik. A családtagok felajánlják neki a rájuk eső plusz összeget, de Kata lemond róla, úgy érzi, neki ideje elhagynia a falut, hogy elkezdje a saját életét. A döntése miatt az ügyvédnő megmutatja Kálmán bácsi újabb videóüzenetét, melyből kiderül, hogyha ilyesmire kerülne sor, akkor azt az örököst kitagadja a végrendeletből, a pénzét pedig nem a család, hanem az egylet kapja meg. Kata ennek ellenére kitart elhatározása mellett. A kárászi kórházban is felmond, annak ellenére, hogy ott előzőleg aláírt egy évre szóló szerződést, így a távozása miatt 14 milliós kötbér kifizetésére késztetik. Ezt a pénzt végül Dani fizeti ki neki, aki kénytelen volt eladni a lovardáját, hogy törlessze Stefinek az adósságait. A lovardát Józsi nagyapja vásárolja meg, meglepetésajándékként az unokájának, aki időközben Thaiföldre utazott, hogy végre találkozzon sosem látott édesanyjával. Kovács Ibolyáról kiderült, hogy már 20 éve egy thai börtönben ül, drogcsempészet vádjában. Ebbe az üzletbe még Attila rángatta bele jelentős jövedelem reményében, de Ibolya lebukott, az édesapja, Kovács ezredes pedig túlságosan féltette a karrierjét, hogy intézkedjen az ügyében.
A Szappanos testvérek múltjában megdöbbentő titokra derül fény, amikor közös nyomozásaik során kiderítik, hogy több mint 20 éve halottnak hitt édesanyjuk valójában Amerikába szökött Goránnal, ahol feltehetőleg még most is él. Az ugyancsak életben lévő Kálmán titokban visszatér a faluba, miután a Szarajevói Szűz felbukkanása nagy felbolydulást kelt mind a Szappanosok, mind a falubeliek körében. Kálmán attól tartva, hogy a szobor mindenkire veszélyt jelenthet, megkéri Marosit, hogy mihamarabb szállíttassa ki az országból. Ökörapátiban viszont megjelenik Jenő, aki felfedi magát, mint Goran Šipšić, a szerb műkincsrabló-csapat vezére, és Kálmán műkincseinek jogos tulajdonosának vallva magát követeli a Szappanos család örökségét...

### Negyedik évad (2020)
Goran elhagyja Ökörapátit, miután rájön, hogy a műkincsek már nincsenek a faluban, és mozgósítja valamennyi kapcsolatát, hogy felkutassa azokat. Kálmán a birtokában lévő maradék műkincseket visszaszolgáltatja a szerb hatóságoknak, majd arra kéri Marosit, hogy az év végéig hátralévő két hónapban fokozottan vigyázzon a családjára. A Szappanosok azonban nem nyugszanak, és további nyomozásokkal próbálják kideríteni az örökség és a családjuk múltja körüli rejtélyeket.
Tibi az édesanyjuk holléte után kutat, ám a számításait folyamatosan keresztülhúzza Goran személyi asszisztense, a titokzatos Dorothy Walters. Mónika Tamás segítségével kideríti, hogy Kálmán létrehozott egy jól menő gyorsétterem-hálózatot Magyarországon, ebbe fektette a műkincsekből szerzett minden vagyonát. Kristóf az egyik pesti étterem alkalmazottaitól megtudja, hogy Kálmán él és virul, és jelenleg egy Sankt Pölten-i szállodában tartózkodik. A család megpróbálja felkeresni őt, ezért az ügyvédnő az év leteltéig áttelepíti Kálmánt egy Ökörapáti melletti, eldugott faházba. Kálmánnak fülébe jut a Szappanosok titkos testvér-vizsgálata, így Marosi ragaszkodására ő is csináltat egyet, hogy kiderítse az igazságot. Ám a beszerzett minták összekeverednek a panzióban rendezett gálavacsorán, és a bevizsgálás során fény derül rá, hogy Horváth Attila is Kálmán gyereke, amiről eddig maga Kálmán sem tudott. Attilát időközben megválasztják a szomszédos falu, Lenkeháza polgármesterének, valamint a felesége visszatérésével is meg kell birkóznia, akit Józsi és a nagyszülei sikeresen kihoznak a thai börtönből. Ibolya meglövi Attilát, bosszúból az elmúlt évek rabságáért, majd megesketi vele, hogy mostantól jó útra tér. Közben Ökörapátiban mozgolódni kezd a Sárkányok Fiai szervezet, Bogdan parancsára, aki egyre aljasabb eszközökhöz nyúl, hogy megszerezze a műkincseket. Amikor már sokak életére veszélyt jelentenek, Kálmán és Goran egyet értenek abban, hogy ideje közbelépni. Goran nyíltan felszólítja egykori csapatát, hogy hagyjanak fel a bűnözéssel, akik Bogdan kivételével engedelmeskednek neki. Őt végül a Szarajevói Szűzről készült értéktelen másolattal teszik ártalmatlanná, amiről azt hiszi, hogy valódi. Mire rájön az átverésre, a rendőrség elfogja és letartóztatja.
Év végén az ügyvédnő lejátssza a családnak az utolsó videóüzenetet. Ebben Kálmán úgy rendelkezik, hogy az „örökségnek” nevezett pénzt minden utódja megkapja ajándékba, beleértve Józsit és Attilát is, utóbbira átruházza a gyorséttermeinek vezetését. Az is kiderül, hogy az elmúlt egy év valójában egy fogadás volt Kálmán és Goran között: ha Kálmán képes egy éven át összetartani a családját, akkor megtarthatja az eredetileg Goran tulajdonát képző műkincseket és a belőlük szerzett vagyont, valamint a volt feleségét is visszahódíthatja. Zsuzsanna emiatt egy évre bevonult egy tihanyi apácarendbe, hogy döntésre jusson a két férfi között. Hosszas vívódás után úgy döntött, neki Kálmán mellett a helye. Szilveszter éjjel mindketten felfedik magukat a gyerekeik és az egész falu előtt; a Szappanos család újra egyesül. Goran megtudja, hogy Mónika a vér szerinti lánya, így ő is a család tagjává válik.
Az örökösök ezután bejelentik egyöntetű döntésüket, hogy az év letelte után is a faluban maradnak: Tibi átadja Valinak a teljes örökségét, hogy ő megnyithassa álmai cukrászdáját; Kristóf a sikeres válását követően összeköltözik Laurával; Mónika elindul Attila megüresedett polgármesteri székéért; Tamás Kálmán nyomdokaiba lép és belevág a műkincsbizniszbe; Kata és Dani újra egymásra találnak, az örökségből nyitnak egy lovardát és egy orvosi rendelőt. A falu lakóinak sorsa is szerencsésen alakul: Sándor és Anikó közös gyereket várnak, Mihály főerdészi pozíciót kap, Stefi összejön Lalival, Sándor fiával, Szláven és Dia pedig összeköltöznek, és az ő gyámságuk alá kerül Szláven kislánya is.

## Szereplők

### Főszereplők
| Karakter                               | Színész               | Megjegyzés | Évadok |
| -------------------------------------- | --------------------- | --- | ------ |
| Szappanos Kálmán                       | Koltai Róbert         | Az elhunytnak hitt vidéki nagyapa, az örökhagyó, korábban Közép-Európa egyik legnagyobb ortodox műkincsgyűjtője, Zsuzsanna, majd Gitta férje, Tibor, Kristóf, és Attila édesapja, Mónika nevelőapja, Kata, Szofi, Stefi, és Józsi nagyapja, a Szebb Ökörapátiért Egylet alapító tagja. | 1–4    |
| Szappanos Tibor "Tibi"                 | Lengyel Ferenc        | Kálmán és Zsuzsanna idősebb gyermeke, Kristóf bátyja, Mónika és Attila féltestvére, Vali férje, Anikó volt szeretője, Kata és Stefi édesapja, taxisofőr, a Tibi angyalai taxis cég vezetője.                                                                                           | 1–4    |
| Szappanosné Kántor Valéria "Vali"      | Csarnóy Zsuzsanna     | Tibor felesége, Kata édesanyja, Zizi mama lánya, Kálmán és Zsuzsanna menye, cukrász. | 1–4    |
| Szappanos Mónika                       | Járó Zsuzsa           | Tibor és Kristóf féltestvére, Zsuzsanna és Goran lánya, Kálmán nevelt lánya, Tamás édesanyja, Nándor volt felesége, Józsi barátnője, egykori titkosügynök, majd ingatlanügynök, később az Ökörapáti Panzió és a kisbolt társtulajdonosa, Ökörapáti alpolgármestere.                    | 1–4    |
| Kasztner Tamás                         | Mohai Tamás           | Zsuzsanna és Goran unokája, Mónika és Nándor fia, Kata, Szofi és Stefi unokatestvére, Tamara és Franciska volt párja, otthonülő naplopó. | 1–4    |
| Szappanos Kristóf                      | Kovács Lehel          | Kálmán és Zsuzsanna kisebbik fia, Tibi öccse, Mónika és Attila féltestvére, Panna volt férje, Szofi édesapja, Laura párja, korábban súlyos szerencsejáték-függő, később az ökörapáti kisbolt vezetője, vállalkozó.                                                                     | 1–4    |
| Dr. Szappanos Katalin "Kata"           | Horváth Sisa Anna     | Kálmán és Zsuzsanna unokája, Tibi és Vali lánya, Stefi féltestvére, Tamás és Józsi unokatestvére, Robi volt párja, sebészorvos. Ő az első az örökösök közül, aki önként lemond az örökségről és elhagyja a falut. A sorozat végén feleségül megy Danihoz.                              | 1–4    |
| Szappanos Kálmánné dr. Marosi Gitta    | Benkő Nóra            | Budapesti ügyvédnő, Kálmán második felesége és végakaratának közvetítője, a Szappanos család segítője, Benedek alezredes szeretője. | 1–4    |
| Palágyi Sándor "Sanyi"                 | Hajdu Steve           | Dia és Lali édesapja, Anikó párja, a Szebb Ökörapátiért Egylet tagja, Mihály legjobb barátja, katasztrófavédő. | 1–4    |
| Gál Mihály "Misi"                      | Bede-Fazekas Szabolcs | Zsóka férje, Dani édesapja, Sándor legjobb barátja, a Szebb Ökörapátiért Egylet alapító tagja és jelenlegi elnöke, erdész. | 1–4    |
| Varga Anikó                            | Fekete Linda          | Tibor egykori szeretője, Stefi édesanyja, Sándor párja, a Szebb Ökörapátiért Egylet tagja, kocsmáros. | 1–4    |
| Gálné Huszár Zsóka                     | Kocsis Judit          | Mihály felesége, Dani édesanyja, a helyi posta vezetője, korábban a Szebb Ökörapátiért Egylet tagja és volt elnöke. | 1–4    |
| Subicz János                           | Németh Kristóf        | Ökörapáti jelenlegi polgármestere, Sándor barátja Kárásziból, az Ökörapáti Panzió és a kisbolt társtulajdonosa, egykori ügyvéd. | 1–4    |
| Horváth Attila                         | Haagen Imre           | Gáspár és Babika veje, Ibolya férje, Józsi édesapja, Ökörapáti korábbi polgármestere, az Ökörapáti Panzió és a kisbolt volt tulajdonosa, a Sárkányok Fiai szervezet egykori tagja, alvilági ügyletek rendszeres érintettje. A sorozat végén kiderül, hogy ő is Kálmán fia.             | 1–4    |
| Gál Dániel "Dani"                      | Mohácsi Norbert       | Mihály és Zsóka fia, Stefi volt párja, az Ökörapáti Lovarda tulajdonosa, majd főlovásza, később a Szebb Ökörapátiért Egylet tagja, Józsi és Lali barátja. Szerelmes Katába, végül feleségül is veszi.                                                                                  | 1–4    |
| Varga Stefánia                         | Kiss Anna Laura       | Kálmán és Zsuzsanna unokája, Tibor és Anikó lánya, Kata féltestvére, Tamás, Józsi és Szofi unokatestvére, Dani volt párja, Lali menyasszonya, Dia legjobb barátnője, kocsmáros, majd taxisofőr. Időközben válik örökössé, az első örökös, aki megkapja a rá eső 102 millió forintot.   | 1–4    |
| Horváth József "Józsi"                 | Varga Balázs          | Gáspár és Babika, valamint Kálmán unokája, Attila és Ibolya fia, Dia, majd Mónika párja, Dani és Lali barátja, lovász. | 1–4    |
| Sztojka Rómeó "Renátó"                 | Pápai Rómeó           | Dodi bácsi fia, Ármándó, Grófó és Dzsenifer öccse, lovász, egy rövid ideig Olga férje. | 1–4    |
| Szláven Balentović (sz. Saša Zitković) | Molnár Gusztáv        | Olga volt férje, Marlenka édesapja, Kálmán barátja, Dia párja, postás, egykori szerb katona, kezdetben kültag, később teljes jogú tag a Szebb Ökörapátiért Egyletben. Az egy év alatt Marosi Gitta beépített embere.                                                                   | 1–4    |
| Palágyi Diána                          | Pallagi Melitta       | Sándor lánya, Lali testvére, Stefi legjobb barátnője, Józsi, majd Szláven párja, a kisbolt egykori vezetője, majd fodrász. | 1–4    |
| Hamu Margit néni                       | Fekete Györgyi        | Falubeli, pletykás idős asszonyok, Kristóf rendszeres helyettesítői a kisboltban. | 1–4    |
| Eteleki Lujza néni                     | Bessenyei Emma        | Falubeli, pletykás idős asszonyok, Kristóf rendszeres helyettesítői a kisboltban. | 1–4    |
| Varga Vilmos                           | Katona László         | Egykori minőségellenőr, később az Ökörapáti Panzió igazgatója, profi karatemester. | 3–4    |
| Tóth Jánosné Icuka                     | Csonka Ibolya         | A panzió rendszeresen panaszkodó takarító- és szakácsnője. | 1–4    |
| Olga Balentović (sz. Petrović)         | Mészáros Piroska      | Szláven volt felesége, Marlenka édesanyja, Irina lánya, egy ideig az Ökörapáti Panzió szobalánya. Műkincstolvaj, korábban 11 évet töltött börtönben. | 2–4    |
| Balogh Jolán „Jolika” "Mamszi"         | Martin Márta          | Kálmán egykori bizalmasa és szeretője, javasasszony, Szláven pártfogója és szállásadója, Tamás és Tamara gyermekkori nevelője. | 1–4    |

### Mellékszereplők
| Karakter                                            | Színész             | Megjegyzés | Évadok |
| --------------------------------------------------- | ------------------- | --- | ------ |
| Szappanosné Szabó Zsuzsanna                         | Vándor Éva          | Az elhunytnak hitt nagyanya, Kálmán egykori felesége, Goran szeretője, Tibor, Mónika és Kristóf édesanyja, Kata, Stefi, Tamás és Szofi nagyanyja. Miután évekkel ezelőtt Amerikába szökött, egy időre apácának állt, hogy tiszta fejjel döntésre jusson a magánéletével kapcsolatban. Végül Kálmánt választotta.                                                                                                  | 3–4    |
| Rába Jenő / Goran Šipšić                            | Kovács Frigyes      | Kálmán legjobb barátja és riválisa, műkincsgyűjtő, egykori szerb katona, Zsuzsanna szeretője, Bogdan nagybátyja, Mónika édesapja, Tamás nagyapja. Rába Jenőként építésvezetőnek adta ki magát, aki a Szappanos-ház és a kocsma felújítását koordinálta, Valinak udvarolt. | 2–4    |
| Dorothy Walters / Silvia Duncan / Galambos Dorottya | Sajgál Erika        | Goran személyi asszisztense, magyar állampolgár, aki több hamis személyazonossággal is rendelkezik. Goran iránt táplált egyoldalú, viszonzatlan szerelme miatt többször megpróbált keresztbe tenni neki és a Szappanos családnak egyaránt. | 3–4    |
| Bogdan Draković (sz. Šipšić)                        | Mészáros András     | Goran unokaöccse, szerb bűnöző, a "Sárkányok" szervezet vezetője, Szláven és Kálmán ellensége. | 3–4    |
| Endrődi Krisztián                                   | Szabó Simon         | Marika néni fia, Anikó volt párja, az Ökörapáti Panzió boyszolgálatának egyetlen tagja, korábban drog- és alkoholfüggő. | 2–4    |
| Benedek Márton alezredes                            | Karácsonyi Zoltán   | Dr. Marosi Gitta szeretője, a budapesti rendőr-főkapitányság alezredese, valamint Ökörapáti és környékéért felelős államtitkár. | 1–4    |
| Kasztner Nándor "Nándi"                             | Király Attila       | Tamás édesapja, Mónika volt férje, Andrea vőlegénye, ügynök a belső elhárításnál. | 1–4    |
| Andrea                                              | Bartha Alexandra    | Nándi menyasszonya, étteremvezető. | 1–4    |
| Polgár Rudolf                                       | Schneider Zoltán    | Szobrászművész Kárásziban, a Szarajevói Szűz és a Giotto-szobor másolatainak elkészítője. Goran megbízásából lehallgatókészülékeket szerelt Ökörapátiba. | 2–4    |
| Horváth Attiláné Kovács Ibolya                      | Xantus Barbara      | Gáspár és Babika lánya, Attila felesége, Józsi édesanyja, drogcsempészés miatt egy thaiföldi börtönben 20 évig ült, de a sorozat végére kiengedik. Egy ideig Ökörapátiban élt, mígnem úgy döntött, visszaköltözik Thaiföldre, ahol új életet kezd. | 3–4    |
| Sztojka József „Dodi bácsi”                         | Nyári Oszkár        | Renátó, Ármándó, Grófó és Dzsenifer édesapja, Marika apósa. | 1–4    |
| Sztojka Ármándó                                     | Csányi Dávid        | Dodi bácsi fiai, Renátó és Dzsenifer testvérei, lovászok. | 1–4    |
| Sztojka Grófó                                       | Rácz László         | Dodi bácsi fiai, Renátó és Dzsenifer testvérei, lovászok. | 1–4    |
| Sztojka Dzsenifer "Dzsenni"                         | Háda Fruzsina       | Dodi bácsi lánya, Renátó, Ármándó és Grófó testvére, kezdetben kisegítő cukrász, később az Ökörapáti Panzió recepciósa. | 1-4    |
| Palágyi Lajos "Lali"                                | Bács Péter          | Sándor fia, Dia bátyja, lovász, aki néhány hónapig Dániába költözött, ahol egy olajfúró tornyon kapott munkát. Szerelmes Stefibe. A sorozat egyik visszatérő poénja, hogy Sándor rendszeresen felpofozza valami miatt. | 1, 3–4 |
| Kovács Gáspár Géza „Gazsi”                          | Borbiczki Ferenc    | Nyugalmazott ezredes, Babika férje, Józsi anyai ágú nagyapja, Ibolya édesapja, Attila apósa, később az Ökörapáti Lovarda tulajdonosa. | 1–4    |
| Kovácsné Bagdi Etelka „Babika”                      | Borbás Gabi         | Gáspár felesége, Józsi anyai ágú nagyanyja, Ibolya édesanyja, Attila anyósa. | 1–4    |
| Máté István atya                                    | Dóczy Péter         | A kárászi templom plébánosa, Kálmán barátja és bizalmasa, a három legértékesebb műkincs, a Szarajevói Szűz, a Giotto-szobor és az aranykereszt egykori őrzője. | 1–4    |
| Dr. Lendvai Róbert "Robi"                           | Makranczi Zalán     | Kata volt párja, kezdetben a budapesti Szent Klára Kórház, később a Kárászi Kórház orvosa. | 1–4    |
| Dr. Lévai Csaba                                     | Sárközi József      | Kata és Róbert barátja, a budapesti Szent Klára Kórház orvosa, majd főorvosa. | 1–4    |
| Molnár Franciska / Vértes Nikolett                  | Lékai-Kiss Ramóna   | Magánnyomozó, akit Dr. Marosi Gitta bízott meg azzal, hogy kémkedjen a Szappanosok után. Molnár Franciskaként ingatlanügynöknek és egyedülálló anyukának adta ki magát, kezdetben Kata, majd Tamás környezetében próbálkozott információszerzéssel. Miután Mónika és Nándi leleplezték a valódi kilétét, Nikolett Dorothy Walters szolgálatába szegődött, aki személyes bosszút akart állni a Szappanos családon. | 3–4    |
| Dr. Kékesi Laura                                    | Márkus Luca         | Ügyvédbojtár, majd később társtulajdonos Dr. Marosi Gitta irodájában, Kristóf párja. | 2–4    |
| Mahics Igor                                         | Sarádi Zsolt        | A Sárkányok Fiai szervezet magyarországi vezetője, orosz származású, a Kárászi Bisztró tulajdonosa, Zukai Gábor bűntársa, Ágota férje, Kinga szeretője, egykori erdész. | 1–4    |
| Zukai Gábor                                         | Gosztonyi Csaba     | Mihály erdész kollégája-riválisa, Mahics Igor bűntársa. | 1–4    |
| Terike                                              | Csombor Teréz       | Falubeli, rendszeresen hangosan, jellegzetes tájszólással beszélő asszony, Zeusz felesége. | 1–4    |
| Zeusz                                               | György István       | Terike férje, törzsvendég Anikó kocsmájában. | 1–4    |
| Zsoca                                               | Szentiványi Zsolt   | Erzsike férje, törzsvendég Anikó kocsmájában. | 1–4    |
| Erzsike                                             | Tóth Judit          | Falubeli asszony, Terike barátnője, Zsoca felesége. | 1–4    |
| Benedek                                             | Lippai László       | Juhász, törzsvendég Anikó kocsmájában, Boglárka férje. | 2–4    |
| Palika                                              | Nyári Pál           | Törzsvendégek Anikó kocsmájában. | 1–4    |
| Szamóca                                             | Endrődy Krisztián   | Törzsvendégek Anikó kocsmájában. | 1–2    |
| Bulldog                                             | Csillag Botond      | Törzsvendégek Anikó kocsmájában. | 1–3    |
| Boglárka                                            | Murányi Tünde       | Falubeli asszony, Benedek felesége. | 3–4    |
| Dr. Csomós Andrea                                   | Ullmann Mónika      | Egykori főorvosnő a budapesti Szent Klára Kórházban, Kata rosszakarója. Szerelmes volt Robiba. | 1–2    |
| Lajtai Miklós „Gésa”                                | Juhász Illés        | Kaszinótulajdonos Pesten, egy ideig Zoltán főnöke. Közös múltja van Mónikával még a rendőrségi éveiből, ezért egy alkalommal bosszúból elraboltatja őt. | 1, 3   |
| Környey Panna                                       | Tornyi Ildikó       | Kristóf volt felesége, Szofi édesanyja, később Zoltán párja. | 1–2, 4 |
| Szappanos-Környey Szofi                             | Bíró Árven          | Kálmán és Zsuzsanna kiskorú unokája, Kristóf és Panna lánya, Stefi, Kata, Tamás és Józsi unokatestvére. | 1      |
| Tomcsics Tamara                                     | Rujder Vivien       | Jolika nevelése alatt álló lány, Tamás volt párja. Egy ideig drogcsempész, később Mónika közbenjárására a rendőrségen kap munkát. | 1–2, 4 |
| Polli                                               | Erdélyi Tímea       | Kata pesti barátnője, újságíró, egy ideig Robi párja. | 1–2    |
| Solymosi Zoltán                                     | Bereczki Zoltán     | Gésa egyik behajtója, Panna szeretője, Kristóf riválisa. | 1      |
| Kántorné Izabella „Zizi mama”                       | Molnár Piroska      | Vali édesanyja, Tibi anyósa, Kata nagyanyja. Azon kevesek közé tartozik, aki végig tudta, hogy Zsuzsanna Amerikába szökött Goránnal, és éveken át tartotta vele a kapcsolatot. | 3–4    |
| Irina Gajić                                         | Papadimitriu Athina | Olga édesanyja, Szláven volt anyósa, Marlenka nagyanyja és nevelőanyja. Szerbiában él, Babapusztán. | 3–4    |
| Marlenka Zitković                                   | Molnár Maja         | Szláven és Olga 14 éves lánya, Irina unokája, aki Babapusztán él a nagyanyjával. | 3–4    |
| Endrődiné Mária “Marika”                            | Dzsupin Ibolya      | Krisztián házsártos édesanyja, Zsuzsanna volt bejárónője, ő is tudott róla, hogy Zsuzsanna él és éveken át levelezett vele. | 3–4    |
| Pusztai Rezső                                       | Végh Péter          | A Katasztrófavédelem osztályvezetője, Sándor főnöke. Két legnagyobb szenvedélye a golf és a pálinka, utóbbi miatt nehezen beszámítható személy. | 3–4    |
| Morvai Géza                                         | Barát Attila        | Az erdészet vezetője, Mihály és Zukai főnöke. A sorozat végén minisztériumi kinevezést kap, Mihályt és Zukait közösen nevezi ki az utódjának. | 1–4    |
| Dragan                                              | Czukor Balázs       | A Sárkányok Fiai szervezet tagjai, Bogdan hűséges emberei. | 3–4    |
| Milan                                               | Gere Dénes          | A Sárkányok Fiai szervezet tagjai, Bogdan hűséges emberei. | 3–4    |
| Tomaš                                               | Szarvas Attila      | A Sárkányok Fiai szervezet tagjai, Bogdan hűséges emberei. | 3–4    |
| Dr. Fazekas Martin                                  | Fenyő Iván          | Híres, ám rossz modorú pszichológus, Kristóf régi barátja, akihez egy ideig Kata járt lelki tanácsadásért. Később Subicz focicsapatát is ő edzette. | 1–2    |
| A Kopaszok                                          | Zöld Csaba          | Szerb bűnözők, akik egykor Szláven alatt szolgáltak a délszláv háborúban. Később sokat segítenek neki és Jolikának különböző ügyek kapcsán. | 1–4    |
| A Kopaszok                                          | Urmai Gábor         | Szerb bűnözők, akik egykor Szláven alatt szolgáltak a délszláv háborúban. Később sokat segítenek neki és Jolikának különböző ügyek kapcsán. | 1–4    |
| Borbála                                             | Vasvári Emese       | Hírhedt közegészségügyi ellenőr, Zsóka egykori osztálytársa, a kocsmát és az Ökörapáti Panziót is rendszeresen ellenőrizte. Később kiderült róla, hogy ő a Kárászi ördögök nevű rockbanda frontembere. | 1–2, 4 |
| Kinga                                               | Vanya Tímea         | A Kárászi Bisztró mogorva pincérnője, Mahics Igor szeretője. | 1–4    |
| Zetai Dominik "ZD"                                  | Farkas Sándor       | Tamás pesti haverjai, drogdílerek. Tamást is megpróbálják belekeverni az ügyleteikbe, de miután ő rendre elbaltázza azokat, ezért folyamatosan hadban állnak vele. Emiatt sokakra veszélyt jelentenek a faluban. | 2–4    |
| Kalmi                                               | Gömöri András Máté  | Tamás pesti haverjai, drogdílerek. Tamást is megpróbálják belekeverni az ügyleteikbe, de miután ő rendre elbaltázza azokat, ezért folyamatosan hadban állnak vele. Emiatt sokakra veszélyt jelentenek a faluban. | 2–4    |

### Epizódszereplők
- Áron László - háziorvos
- Árpa Attila - Attila, recepciós
- Baki Dániel – Ervin, laboros fiú
- Bakonyi Alexa – Pincérnő
- Bánovits Vivianne - Dóri
- Bányoczky Nóra – Aranka, Babapusztai kocsmáros, Ármándó szeretője
- Bárány Virág –  Dr. Fazekas Martin asszisztense
- Barbinek Péter – Tolnai Bálint, katonai parancsnok
- Bartos Ági –  Nővér
- Bede-Fazekas Annamária – Zumba oktató
- Béres Miklós –  Ügyész
- Berki Szofi –  Vendég a panzióban
- Bíró Zsuzsanna –  Pincérnő
- Boda Tibor – Hunyadi Márton, cyber nyomozó
- Boldizsár Tünde –  Önkormányzati vezető
- Boncsér Sára –  Fodrász
- Bor László –  Taxisofőr
- Borbély Richárd – A kisbolt rendszeres beszállítója
- Csarkó Bettina – Lili
- Cservenák Vilmos – Gusztáv, Kálmán komornyikja
- Csizmadia Gergely – Konor, volt taxisofőr Tibinél
- Csók Imre –  Teremőr
- Czakó Máté - Dusán
- Czirják Csilla –  Recepciós
- Dér Zsolt – Riporter
- Dióssi Gábor – Kertvárosi apuka
- Dobay Attila –  Zoli
- Dolmány Attila – Volt taxisofőr Tibinél
- Dombóvári István – Önmaga
- Dózsa Zoltán - Szerb határőr
- Eisler Zsolt - Rendőr
- Előd Álmos - Rendező
- Fabó Györgyi - Gizella, Taxisofőr
- Faragó András – Kórházi portás
- Farkas Dénes – Katona
- Farkas Gergő –  Börtönőr
- Fekete Réka Thália – Taxi utas
- Ficza István – Krisztián
- Fillár István – Kórházigazgató
- Fon Gabi – Bírósági jegyző
- Fülöp Tamás –  Öltönyös
- Gaál Dániel – Kommandós
- Gados Béla – Taxi utas
- Gelencsér Lea – Kata, 6 évesen
- German Gergő – Bandi
- Grisnik Petra – RTL Klub Híradó riportere
- Gubik Petra – Vendég a panzióban
- Gula Péter – Üveges Béla
- Gulyás Dóra Laura – Luca, Franciska „lánya”
- Hajdú Tibor – Banki ügyintéző
- Hám Bertalan –  Rendőr
- Harmath Imre – Vallai Endre, Vali korábbi főnöke
- Harry Szovik –  Rendőr
- Hegedűs Miklós –  Börtönorvos
- Hojsza Henrietta –  Nővér
- Horváth Ákos – Szerb falusi férfi / Pincér
- Horváth Anita – Sztojkáné Marika, Ármándó felesége
- Horváth Ervin –  Frigyes, Babika sofőrje
- Illyés Barna – Kárászi Doktor
- Incze József – Rendőr / Börtönőr
- Jánosi Ferenc – Apuka
- Jaskó Bálint – Dr. Szabó Zsolt, fogorvos
- Jenei Kitti –  Műtéti asszisztens
- Joó Gábor – Gáspár, informatikus
- Juhász Réka – Asszisztens
- Kalmár Zsuzsa –  Maria Mihajlovics, szerb műkincskereskedő
- Kálóczi Orsolya – Válófélben lévő nő
- Kamarás Hanna –  Kislány
- Kapácsy Miklós – Petyka, babapusztai kocsmáros, Aranka édesapja
- Kárász Zénó – Költöztető munkás
- Karsai J. András –  Kiskatona
- Kaszás Gergő – Vidéki nyomozó
- Kazári András – Béla, portás New Yorkban
- Kecskeméti Róbert –  Költöztető munkás
- Kékesi Gábor – Stefi udvarlója
- Kelemen Zsolt –  Doktor
- Kembe Sorel - Imre
- Kirády Marcell –  Peti, rockénekes
- Kiszely Zoltán –  Portás
- Klausz Alexandra –  Kinga
- Kocsis Mariann – Eugénia, jósnő
- Kócsó Zsófia –  Kislány
- Koffler Gizella – Klarissza nővér
- Kokas Piroska – Recepciós
- Korfanti Ferenc –  Limuzinsofőr
- Koppány Zoltán – Laci bácsi, hentes New Yorkban
- Kosynus Tamás – Hivatalnok
- Kovács István – Műkincsszakértő
- Kovács Mátyás –  Putyili, a Sztojka család barátja
- Kozma Emília –  Recepciós
- Kövesdi László – Katonai bíró
- Krausz Gábor –  Határőr
- Krisztik Csaba – Katona
- Kurucz Flóra –  Kárászi nővér
- Lábodi Ádám – Hivatalnok
- Láng Balázs – Zugügyvéd
- Ladinek Judit – Sofőrnő
- László G. Attila – Márkó
- László Panna –  Fodrász
- Lázár Balázs – Kárászi rendőr
- Lestyán Attila – Mentős
- Linka Péter –  Buszsofőr
- Losonczi Kata - Doktornő
- Lőrincz Nikol – Örömlány
- Lukács Dániel – Verőember
- Madarász Éva - Klárika
- Maday Gábor - Rendőr nyomozó
- Málnai Zsuzsa – Takarítónő
- Máthé Zsolt – Válófélben lévő férfi / Vilmos volt kollégája
- Matus Gábor – Vendég a bisztróban
- Medveczky Balázs - Jógaoktató
- Merán Bálint –  Hans
- Mesterházy Gyula – Rendőr Pesten
- Mészáros Martin – Pincér
- Mészáros Tibor - Sörvásárló
- Müller László – Biztonsági őr
- Nádas György – Vidéki rendőr / Kárászi börtönőr
- Nagyabonyi Emese –  Recepciós
- Nagypál Gábor – Tolmács
- Náray Erika – Heni, Babika barátnője
- Nemcsók Nóra –  Nórika, Attila titkárnője
- Noé Viktor – Áruszállító
- Novák Angéla – Editke, taxisofőr a Tibi angyalainál
- Nyakó Júlia – Beteg
- Nyutali Róbert –  Kommandósok vezetője
- Ódor Kristóf – Molylepke, Árverés vezető
- Omándy Keve –  Zsebtolvaj
- Orbán Anna –  Kislány
- Orosz Ákos – Körmendi Ádám, Interpolos nyomozó
- Orosz Csenge – Anna, éjszakás nővér
- Páder Petra – Ékszerbolti eladó
- Pál András – Rémusz
- Páll Zsolt –  Katona orvos
- Pálfi Kata – Tóth Evelin, HR-igazgató a Kárászi kórházban
- Pap Lívia – Mahicsné Ágota
- Papp László – Szerb műkincskereskedő
- Pataki Ferenc – Orvos a Kárászi kórházban
- Pataki Szilvia – Cukrászdái eladó
- Paul Garay –  Pincér
- Perjési Hilda – Ügyész
- Petridisz Hrisztosz – Szippantókocsis
- Petri Viktor –  Civil rendőr
- Pető Zsófia –  Polli barátnője
- Pethő Kincső – Recepciós
- Podlovics Laura - résztvevő az asszonyfuttatáson
- Poroszlay Kristóf – Eladó
- Rák Kati – Klaudia, recepciós
- Rancsó Dezső – Bíró
- Riba Gergely –  Rendőr Pesten
- Rimóczi Dóra –  Csenge
- Ripli Zsuzsanna – Lídia, rendezvényszervező
- Robert Jackson –  Biztonsági őr
- Rózsa Krisztián – Civil rendőr
- Rudolf Teréz – Takarítónő
- Salat Lehel – Bíró
- Sasvári Dániel –  Kisfiú
- Sipos Imre – Melós
- Stelly Zsófia –  Szilvi
- Stoics Alexandra –  Bébiszitter
- Szabó Domonkos Attila – Mahics Bálint
- Szabó Endre –  Bíró
- Szabó Mátyás Péter –  Portás
- Szalontay Tünde – DNS labor biológusa
- Szántó Szandra – Ági
- Szekér Gergő – Pincér
- Széll Attila – Rendőr Pesten
- Szelle Szilárd –  Kálmánka
- Szemán Béla – Pincér
- Székely B. Miklós - Gyuszi
- Szikszai Rémusz – Nyomozó
- Szokol Péter – A DNS-labor biztonsági őre
- Szorcsik Viktória - Éva
- Szulák Andrea – Mancika, taxisofőr a Tibi angyalainál
- Szurcsik Ádám –  Rendőr
- Szűcs Sándor – Kerepesi Tóni, méhész
- Takács Máté – Zsebtolvaj
- Takács Zalán – Recepciós
- Takátsy Péter – Konzul
- Tary Patrícia –  Anna
- Ténai Petra – Sminkes
- Tomanek Gábor – Árpi, konferanszié a Postás bálon
- Tóth Angelika – Sofőrnő
- Törköly Levente – Szerb beteg
- Trokán Anna – Lakberendező
- Turóczi Éva Anna –  Bírónő Szláven és Olga tárgyalásán / Kertvárosi anyuka
- Udvarias Anna – Emese
- Ullmann Ottó – Feri, Tibi egykori taxis kollégája
- Urbán Viktória – Cintia, nővér a Kárászi börtönben
- Vajda Milán – Főszakács
- Valiszka László - Zacis
- Vándor Zoltán –  Börtönőr
- Varga Fekete Kinga –  Aneszteziológus
- Verebély Iván – Tánctanár
- Vicei Zsolt – Portás
- Widder Kristóf – Benzinkutas
- Wrochna Fanni –  Pincérnő
- Zakariás Máté –  Ablakos
- Zemplényi András - Bíró
- Zayzon Zsolt - Lóránt
- Zsitva Réka –  Örömlány

## Epizódok
| Évad | Évad | Részek száma | Részek száma | Eredeti sugárzás     | Eredeti sugárzás   | Eredeti adó |
| Évad | Évad | Részek száma | Részek száma | Évadbemutató         | Évadzáró           | Eredeti adó |
| ---- | ---- | ------------ | ------------ | -------------------- | ------------------ | ----------- |
|      | 1.   | 81           | 81           | 2019. január 1.      | 2019. április 26.  |             |
|      | 2.   | 61           | 61           | 2019. augusztus 12.  | 2019. november 8.  |             |
|      | 3.   | 80           | 80           | 2020. január 2.      | 2020. április 24.  |             |
|      | 4.   | 67           | 67           | 2020. szeptember 21. | 2020. december 23. |             |

## Folytatás
2022 júliusában több hírpoltál is megírta, hogy a sorozatnak folytatása készülhet. 2022 októberben Kolosi Péter a Big Picture konferencián hivatalosan is bejelentette a folytatást, ami a Drága örökösök – A visszatérés címet kapta. A következő hetekben kiderült, hogy a főszereplők jelentős része visszatér a folytatásra, kivéve Molnár Gusztáv, akit az alkoholproblémája és a rendőrségi ügye miatt nem vett vissza a csatorna.

## Érdekességek
- Több epizódban az Ökörapátiba címzett levélen a 3472-es irányítószám látható, amely fiktív, azonban ha létezne, úgy valahol Mezőkövesd és Mezőcsát között lenne megtalálható Borsod-Abaúj-Zemplén megyében, Budapesttől keletre 120-140 kilométerre. Azonban egy másik epizódban azt állítják, hogy Ökörapáti 160 km-re nyugatra van Budapesttől. A sorozatban emellett vannak elhintett utalások a déli határ közelségével kapcsolatban is, a valóban létező, a nyugati határ mentén fekvő Bágyogszovátot pedig szomszédos faluként említi két alkalommal is Margit és Lujza. Ilyen utalások azért kerülnek be egy történetbe, hogy el lehessen vonatkoztatni a valóságtól, és el lehessen hinni, hogy a szóban forgó helyszín bárhol lehet.
- Az 1. évad 51. részben Subicz bejelenti, hogy üdülni megy Thaiföldre. Az őt alakító Németh Kristóf a való életben a nászútjára ment oda, és ezt beleírták a történetbe is. Egy-egy későbbi epizódban videohívásban jelentkezett Thaiföldről, és azon keresztül játszotta a „nyaralásából” jelentkező polgármestert.
- Az 1. évad 54. részben történik egy utalás A mi kis falunk című sorozatra, Mihály és Sándor megemlítik Pajkaszeg nevét. Ugyanilyen utalás történik a 4. évad 59. részében, amikor a minisztériumi delegáció megemlíti, hogy a pajkaszegi polgármestertől is kaptak vadászati meghívást.
- Az 1. évad 57. részben Sándor által talált cetli a forgatási helyszín földrajzi koordinátáit mutatja.
- Fenyő Iván „Dr. Fazekas” karaktere egy nyílt Csernus Imre-paródia. A színész maga is bevallotta, hogy róla mintázta a karaktert.[6]
- A falunak készítettek egy nem hivatalos weboldalt, ami az okorapati.webnode.hu címen volt megtalálható.[7]
- A régi családi képek, amiken Kálmán szerepel, Koltai Róbert fiatalkori filmjeiből egy-egy jelenetkép (az egyik ilyen az 1982-es Panelkapcsolatból van).
- A Szamóca szerepét alakító színész neve Endrődy Krisztián, Szabó Simon színész pedig Endrődi Krisztián karakterét játssza.
- A 2. évad 12. részében Tibi és Vali a saját sorozatuk főcímdalát nézik a tévében.
- A 3. évad 55. részében Renátó a sorozat főcímdalát énekli Olgának, szerenádként.
- A 3. évad 71. részében feltűnő Verebély Ivánnak ez volt az utolsó filmes szerepe a 2020-ban bekövetkezett halála előtt.
- 2020 nyarán a Drága örökösök alapján készült egy promóciós videó a Házasodna a gazda című reality műsorhoz. Ebben a sorozat két szereplője, Renátó és Lujzi néni beszélgetnek a műsorba való jelentkezésről egy Ökörapátiban kiragasztott plakát láttán.[8]
- A 4. évadban több résznek a címe is megegyezik az 1. évad epizódcímeivel. Az 1. évad 46. része és a 4. évad 2. része is Fenyegetés,  az 1. évad 56. és a 4. évad 13. része is Fogfájás, valamint az 1. évad 54. és 4. évad 61. része is Bújócska.
- A 4. évad 20. részében a kocsmában tartott rockpárbajon a Moby Dick – Ugass Kutya! és a Tankcsapda – Mennyország tourist című számait is előadták a fellépők.
- A 4. évad 33. részében Tamás „áttöri a negyedik falat”, amikor a következő kijelentést teszi a családja tagjainak: „Hiányozni fog ez a kis műsor. Mi lesz velünk, ha letelik az egy év?”.
- A 4. évad 54. részében Attila a Barátok közt egyik részét nézi vissza az interneten.
- A 4. évad 67., egyben utolsó része a sorozat címét viseli.
- A 4. évad utolsó epizódjaiban már egyetlen jelenet sem játszódik Ökörapátiban. Ez azért van, mert az évad utolsó részeit a koronavírus-járvány miatt később forgatták le a tervezettnél, és addigra Ökörapáti helyén már berendezték a Makkosszállás nevű községet, a Keresztanyu című sorozat helyszínét. A történet szempontjából minden egyes szereplő esetében különböző dramaturgiával oldották meg, hogy a jeleneteik ne a faluban játszódjanak.